# Социология запаха
Социология запаха — раздел социологии, изучающий роль запахов в жизни общества. Основоположником этого направления принято считать Георга Зиммеля, изложившего свою теорию в работе «Из „Экскурса о социологии чувств“».
В основу научных трудов по социологии запаха легла теория ольфакторной коммуникации, то есть невербальной коммуникации при помощи запахов.
Основные современные труды по социологии запахов принадлежат Гейлу Питеру Ларджей и Дэвиду Вотсону, а также Констанс Классен, Дэвиду Хоувзу и Энтони Синнотту. Среди российских учёных данное направление развивает Алексей Левинсон.

## Социология чувств Георга Зиммеля
Статья Георга Зиммеля «Из „Экскурса о социологии чувств“» была опубликована в составе сборника «Социология. Исследование форм обобществления» в 1908 году.
В своей работе Зиммель указывает на то, что запах является «низшим» чувством. Таким образом автор подчеркивает меньшую социологическую значимость запаха, по сравнению со зрением и слухом. Несмотря на то, что запах — чувство, неспособное к развитию, он, тем не менее, играет в обществе определённую роль — бо́льшую, чем можно было бы предположить.

### Отличие запаха от зрения и слуха
Люди воспринимают друг друга при помощи чувств в двух измерениях. Во-первых, такие чувства, как слух и зрение позволяют человеку познавать объект (другого человека или предмет), формируя его конкретный образ на основе увиденного и услышанного. Во-вторых, чувства вызывают в человеке эмоциональную реакцию — впечатление, которое остаётся внутри субъекта (то есть внутри познающего человека).
Обоняние отличается от зрения и слуха тем, что для него более значимо чувственное восприятие: человек, услышав тот или иной запах, определяет, нравится он ему или нет. Так запах остаётся внутри субъекта в виде эмоции, не позволяя получить конкретные знания об объекте.
Именно поэтому в человеческом языке нет точных и объективных выражений, описывающих запах. Передать ощущение запаха конкретными словами крайне сложно, поэтому в речи люди прибегают к сравнениям с вкусовыми ощущениями. Когда мы говорим «от него кисло пахнет», то это означает только "он пахнет так, как пахнет то, что кисло на вкус.
Ещё одним важным отличием запаха от слуха и зрение является то, что запах рассчитан на меньшие дистанции.

### Запах и индивидуализм
Обоняние может быть названо диссоциирующим чувством, то есть оно может содействовать изоляции человека от общества, очерчиванию личных границ.
Это напрямую связано с особенностями обоняния как средства чувственного познания: человек как бы поглощает запах внутрь, втягивает его в себя. Такой интимный процесс порождает яркие эмоции, которые, как правило, не забываются.
Человек, находящийся в обществе большого количества людей, не может испытывать удовольствия от их присутствия на ольфакторном уровне (на уровне запахов), так как большое количество чужих запахов приятным быть не может. Человеку сложно интегрироваться в группу, где не учитываются его личные ольфакторные предпочтения.
Этот эффект усиливается в обществе с развитой культурой, где присутствует постоянное стремление к воплощению ценностей чистоплотности и гигиены.

«С ростом культуры действие чувств на расстоянии ослабевает, а действие вблизи усиливается; близорукими становятся не только наши глаза, а все органы чувств — но тем чувствительнее мы становимся на этих более коротких дистанциях». 
В развитой культуре у человека растёт избирательность к запахам, что предполагает избирательность связей и в целом «означает тенденцию в сторону индивидуализирующей изоляции».

"Характерно, что человек, отличавшийся таким фанатически исключительным индивидуализмом, как Ницше, очень часто говорил о человеческих типах, которые были ему ненавистны: «Они дурно пахнут». 

### Запах и отношения между социальными группами
«Социальный вопрос есть не только вопрос этики, но и вопрос носа». 

#### Социальные слои
Личный контакт между образованными людьми и рабочими невозможен в силу «непреодолимости обонятельных впечатлений». Запах трудового пота рабочих отделяет их от личного общения и физического контакта с высшими слоями общества. Это не означает, что представители высших сословий не готовы поддерживать нуждающихся материально, в виде льгот и привилегий. Но по-настоящему ощутить, насколько плохо живёт пролетариат, можно лишь почувствовав запах жилищ рабочих, поскольку запах порождает гораздо более сильные эмоции, нежели услышанный рассказ или увиденная картина.

#### Межрасовые и межнациональные отношения
Зиммель предполагает, что окружающий человека запах может влиять на взаимоотношения между расами, живущими на общей территории.

«Принятие негров в высшее общество Северной Америки, похоже, исключено уже хотя бы из-за атмосферы, окружающей тело негра. И часто встречающуюся смутную взаимную неприязнь между евреями и германцами тоже объясняли этой причиной». 

### Естественный и искусственный запах
Духи и парфюм играют определённую социологическую роль и, подобно одежде человека, являются средством стилизации.
Духи перекрывают личную атмосферу человека, растворяют его личность и естественные запахи в объективной и фиктивной атмосфере. Предполагается, что искусственный запах духов является приемлемым в обществе и приятным. Он представляет собой социальную ценность, так как он не только доставляет радость другим, но и исходит от конкретного человека, создавая его ольфакторный образ.

## Констанс Классен, Дэвид Хоувз и Энтони Синнотт
Группа исследователей университета Конкордиа (Монреаль, Канада), изучающих роль запахов в жизни общества. Констанс Классен — историк культуры, специалист в области истории запахов. Энтони Синнотт — профессор социологии. Дэвид Хоувз — профессор антропологии. В 1994 году учёные опубликовали один из основополагающих трудов социологии и культурологии запахов — «Аромат. Культурная история запаха».

### Феномен запаха
Запах является не просто биологическим и психологическим явлением, но также и культурным и социально-историческим феноменом.

«Запахи наделены культурно релевантными значениями и участвуют в общественной жизни в качестве парадигмы идентификации мира и взаимодействия с ним». 
Запах действует на эмоциональное состояние человека и усваивается им на глубоко личностном уровне.
Запах нельзя сохранить, поэтому для передачи своих ольфакторных ощущений другим людям, человек ориентируется на свои воспоминания и прибегает к описаниям и метафорам: «пахнет, как…».

### Запах и общество

#### Диффамация запаха
В современном западном обществе ценностное значение запаха утратило своё значение. Принижению значения запахов способствовали философы 18 и 19 веков, утверждая, что «все, что связано с восприятием запахов, есть знак безумия и дикости». Подобное мнение закрепили и такие ученые как Чарлз Дарвин и Зигмунд Фрейд, говоря о снижении роли обоняния в жизни человека в процессе эволюции. Таким образом обоняние стало восприниматься как низменное чувство. В результате, в обществе сформировались ольфакторные стереотипы: человек, придающий особое значение запахам, имеет либо психические расстройства (маньяк, извращенец, сумасшедший), либо является недостаточно развитым, «нецивилизованным дикарем».
Второй причиной диффамации запахов в западном обществе (в частности, в Европе), вероятно, является тот факт, что в запахе видят угрозу существующему социальному порядку. Современный мир — мир зрения, предполагающий неприкосновенность личной жизни, поверхностные и безэмоциональные взаимодействия, рационализацию и объективизацию социальной структуры и социальных барьеров, в том числе. С этой точки зрения мир запаха противостоит миру зрения. Последний сконцентрирован на видимом, на внешней оболочке, в то время как запах представляется чем-то внутренним, присущим от рождения. Запах проникает везде и не может быть ограничен, поэтому эталоны современной западной бюрократической модели обеспечиваются именно зрением, как наиболее беспристрастным органом чувств.

#### Этнические запахи
Считается, что у каждой этнической группы есть свой личный запах или набор таковых. С одной стороны, это обусловлено различиями в рационе, гигиенических процедурах и парфюмерных практиках. С другой стороны, некоторые склонны полагать, что запах той или иной группы людей является их неотъемлемым и отличительным свойством, подобно цвету кожи. Как правило, при таким подходе люди слышат только негативные запахи, исходящие от представителей определенной социальной группы. При этом, по мнению говорящего, группа, к которой принадлежит он сам, редко имеет какой-либо запах, так как человек склонен не замечать запаха ни своего тела, ни своей социальной группы. Пахнут всегда «чужие». В подобных случаях чувство неприязни к представителю этнической группы предшествует якобы ощущению неприятного запаха, следовательно, 

«ольфакторное отвращение обычно является не причиной межэтнической антипатии, а её проявлением». 
Яркий пример этнического запаха связан с восприятием чернокожего населения в США. В начале 20 века некоторые представители белого населения страны отмечали, что черные испускают «неприятный» и «едкий» запах, который препятствует общению между расами. Подобные утверждения, не имеющие под собой реальных оснований, повлияли не только на отношение к черному населению по всему миру, но и на самоидентификацию представителей негроидной расы. Пытаясь избавиться от плохого ольфакторного имиджа, черное население стало активно прибегать к использованию духов и дезодорантов. Однако это произвело обратный эффект — мнение, что от черных людей сильно пахнет, укрепилось в белом обществе и просуществовало еще некоторое время.
В западном мире неприятный запах как физическое явление очень тесно переплетается с понятием моральной испорченности, душевного загнивания. Стремление «очистить» социальный организм Запада в крайней степени выразилось в нацистской Германии: нацистская политика Адольфа Гитлера строилась на объявлении евреев «разносчиками микробов» и «агентами загрязнения расы».

### Утопическая литература о запахе
Ольфакторная чистота общества стала темой для ряда книг писателей 20 века. Их социально-исторический анализ раскрывает несколько тенденций и предполагаемых направлений развития мира запахов.
Рассказ Миноны (Саломона Фридлендера) «О том, какое блаженство — переходить через мосты», опубликованный в 1911 году, описывает мир, атмосфера которого очищена от дурного запаха при помощи специального вещества. Большинство населения планеты не смогли пережить столь значительное изменение химического состава атмосферы. Однако о гибели этих людей оставшиеся обитатели планеты моментально забыли, поскольку тела умерших сразу сгорали, не выделяя никакого запаха. Так автор книги предполагает, что за ольфакторную чистоту миру придется поплатиться жизнями людей и нравственными принципами: не сумевшим приспособиться членам общества придется погибнуть. Книга стала предвестником нацистской кампании «за чистоту общества» в Германии.
Книга Джона Глоаг «Новое удовольствие», выпущенная в 1933 году, повествует о создании вещества, позволяющего сделать обоняние человека сверхчувствительным. Наступает ольфакторная революция: плохие запахи становятся нестерпимыми, в результате чего люди отказываются заниматься работой, связанной с неприятными запахами. Происходит массовое переселение в сельскую местность, идет активная борьба против загрязнения воздуха и антисанитарии, а межрасовая ольфакторная антипатия практически приводит ко второй Гражданской войне. Кризис разрешается за счет внедрения новых технологий, обеспечивающих отсутствие дурных запахов, городская среда выходит на новый виток своего развития. Так стремление избавиться от неприятных запахов становится двигателем развития. Это произведение ярко отражает жизнь современного человека: стремление к повсеместному обеспечению санитарных условий и гигиены, реализуемое за счет строительства канализационных сетей, очищения водных ресурсов и т. д.
Произведение Олдоса Хаксли «О дивный новый мир» демонстрирует общество, управляемое за счет использования запахов. Запахи применяются для манипулирования сознанием людей. Девиз этой утопии — «Без стерилизации нет цивилизации». Стерилизации подвергается и дети, и взрослые, и человеческие эмоции. Мир приятных запахов, ароматов и благоуханий символизирует искусственное удовольствие и душевную пустоту, а «зловоние представляет неприятную, но осмысленную реальность».